# Jeisson Vargas
Jeisson Andrés Vargas Salazar (Recoleta, Chile, 15 de septiembre de 1997) es un futbolista chileno que se desempeña como extremo izquierdo o mediapunta y actualmente milita en Deportes La Serena de la Primera División de Chile.

## Trayectoria

### Universidad Católica
Se integró a las divisiones inferiores de Universidad Católica a los 14 años de edad. Debutó oficialmente en el primer equipo cruzado el 5 de diciembre de 2014, enfrentando a Universidad de Concepción por la fecha 17 del torneo de Apertura de aquel año, partido en el cual ingresó por Diego Rojas a los 81' de juego, luciendo la camiseta número 30. 
Participó en la Copa UC Sub-17 de 2014, certamen en que fue figura anotando dos goles a Argentina en fase de grupos y cuatro tantos a Paraguay en las semifinales del torneo, ubicándose como goleador del campeonato con seis tantos. Luego de sus buenas actuaciones con el plantel profesional, en abril de 2015, y con tan solo 17 años, firmó su primer contrato profesional con el cuadro de la franja.
Anotó su primer gol con la camiseta de la UC el 2 de agosto de 2015, en la victoria de su equipo por 5 a 1 ante Barnechea, en compromiso correspondiente a la fecha 6 del Grupo 4 de la Copa Chile de aquel año, disputado en el Estadio San Carlos de Apoquindo. Haciendo su primer triplete el 6 de noviembre del mismo año, en la goleada de Universidad Católica 5 a 1 sobre San Marcos de Arica. Posteriormente, el 30 de abril de 2016, se coronó campeón del Torneo Clausura con Católica, siendo parte importante del plantel al jugar 12 partidos y anotar 3 goles.
Sus grandes cualidades despertaron el interés de muchos clubes por contar con sus servicios. Finalmente, el Montreal Impact de la Major League Soccer compró el 60% de su pase pagando una suma de $3,1 millones de dólares por intermedio del Grupo Zaputo, misma entidad que controla al Bologna Football Club 1909 de Italia.

### Estudiantes de La Plata
En agosto de 2016, fue presentado como nueva incorporación de Estudiantes de La Plata de la Primera División de Argentina, cedido por un año desde Montreal Impact.
Marcó su primer gol con la camiseta albirroja en un compromiso amistoso disputado el 5 de agosto de 2016, en el triunfo del conjunto pincharrata frente al club Defensores de Cambaceres, marcando el segundo tanto de su equipo, quien finalmente se impuso por 3 a 1.
Lamentablemente, su estadía en Argentina no fue la que esperaba, pues nunca se consolidó como titular ni alcanzó el protagonismo que tuvo en Universidad Católica. Pese a ello, logró destacar en momentos claves, como en el empate de Estudiantes frente a River Plate por la fecha 9 del campeonato argentino, entrando a los 57' de juego para, dos minutos más tarde, asistir de gran formar al delantero Carlos Auzqui, quien logró conectar un centro enviado desde el sector derecho por Vargas y convertir el 1 a 1 que decretó la igualdad final del encuentro. Además, durante su estadía en Argentina, fue denunciado por tener una fuerte discusión con su pareja, debiendo intervenir la fuerza policial.

### Montreal Impact
En 2018 vuelve al club dueño de su pase a disputar la Major League Soccer en Estados Unidos. Dicho año disputó 19 partidos en la MLS, marcando 4 goles, por lo que su contrato fue renovado para la siguiente campaña.

### Regreso al fútbol chileno
En 2019, y pese a los rumores que lo vinculaban con Universidad de Chile, regresa nuevamente cedido a la Universidad Católica por el año 2019. Tras no gravitar en el conjunto cruzado, además de ser denunciado por violencia intrafamiliar en contra de su esposa, a fines de 2019 se desvincula tanto del Montreal Impact como de Universidad Católica, siendo anunciado como nuevo jugador de Unión La Calera, en un contrato por tres temporadas.
En diciembre de 2021, fue anunciado como nuevo jugador de Universidad de Chile.

## Selección nacional

### Selecciones menores
Integró por primera vez la selección chilena sub-20 en el Torneo de L'Alcúdia durante 2015, donde fue titular absoluto coronándose campeón y goleador del torneo luego de marcar la única anotación con que el combinado chileno derrotó al Atlético de Madrid por 1 a 0 en la final del certamen.
Fue citado por el DT Hector Robles para disputar el Sudamericano sub-20 de 2017. En el primer partido tuvo un tiro libre a los 4' minutos que casi complica al portero pero finalmente fue expulsado a los 34' minutos por un planchazo ante Lucas Paquetá, dejando a su equipo con 10 hombres por el resto del partido. Finalmente el equipo terminaría empatando 0 a 0, pero Jeisson se perdía el siguiente partido contra el dueño de casa. Finalmente Chile sería eliminado en primera ronda luego de perder ante Colombia por la cuenta mínima, quedando última en su grupo y penúltima en toda la competición solo superada por Perú, siendo esta además la peor participación chilena desde el Sudamericano de 1985 realizado en Paraguay.
| Competencia                 | Sede    | Resultado    | PJ | Goles |
| --------------------------- | ------- | ------------ | -- | ----- |
| Sudamericano Sub-20 de 2017 | Ecuador | Primera fase | 3  | 0     |

### Selección adulta
Es convocado por primera vez a la selección adulta para las clasificatorias a Rusia 2018, frente a Argentina y Venezuela siendo suplente en ambos partidos.

#### Participaciones en Clasificatorias a Copas del Mundo
| Eliminatorias            | País  | Resultado | Posición | Partidos | Goles | Convocado |
| ------------------------ | ----- | --------- | -------- | -------- | ----- | --------- |
| Eliminatorias Rusia 2018 | Rusia | Eliminado | 6º       | 0        | 0     | 2         |

## Estadísticas

### Clubes
| Universidad Católica · Chile      | 1.ª           | 2014-15       | 9   | 0  | —  | — | —  | — | 9   | 0  | 0.00 |
| Universidad Católica · Chile      | 1.ª           | 2015-16       | 24  | 9  | 6  | 1 | 2  | 0 | 32  | 10 | 0.31 |
| Estudiantes de La Plata Argentina | 1.ª           | 2016-17       | 9   | 0  | 2  | 0 | 1  | 0 | 12  | 0  | 0.00 |
| Estudiantes de La Plata Argentina | Total club    | Total club    | 9   | 0  | 2  | 0 | 1  | 0 | 12  | 0  | 0.00 |
| Universidad Católica · Chile      | 1.ª           | 2016-17       | —   | —  | 1  | 0 | —  | — | 1   | 0  | 0.00 |
| Universidad Católica · Chile      | 1.ª           | 2017          | 12  | 2  | 3  | 1 | —  | — | 14  | 2  | 0.14 |
| CF Montreal · Canadá              | 1.ª           | 2018          | 19  | 4  | 2  | 0 | —  | — | 21  | 4  | 0.19 |
| CF Montreal · Canadá              | Total club    | Total club    | 19  | 4  | 2  | 0 | 0  | 0 | 21  | 4  | 0.19 |
| Universidad Católica · Chile      | 1.ª           | 2019          | 3   | 0  | 2  | 1 | 2  | 0 | 7   | 1  | 0.14 |
| Universidad Católica · Chile      | Total club    | Total club    | 47  | 10 | 12 | 3 | 4  | 0 | 63  | 13 | 0.21 |
| Unión La Calera · Chile           | 1.ª           | 2020          | 29  | 9  | —  | — | 4  | 0 | 33  | 9  | 0.27 |
| Unión La Calera · Chile           | 1.ª           | 2021          | 25  | 4  | 2  | 0 | 5  | 1 | 32  | 5  | 0.16 |
| Unión La Calera · Chile           | Total club    | Total club    | 54  | 13 | 2  | 0 | 9  | 1 | 65  | 14 | 0.22 |
| Universidad de Chile · Chile      | 1.ª           | 2022          | 19  | 0  | 1  | 0 | —  | — | 20  | 0  | 0.00 |
| Universidad de Chile · Chile      | 1.ª           | 2023          | 3   | 0  | —  | — | —  | — | 3   | 0  | 0.00 |
| Universidad de Chile · Chile      | Total club    | Total club    | 22  | 0  | 1  | 0 | 0  | 0 | 23  | 0  | 0.00 |
| Al-Rayyan Catar                   | 1.ª           | 2023          | 11  | 4  | 1  | 0 | 1  | 0 | 13  | 4  | 0.31 |
| Al-Rayyan Catar                   | Total club    | Total club    | 11  | 4  | 1  | 0 | 1  | 0 | 13  | 4  | 0.31 |
| Huachipato · Chile                | 1.ª           | 2024          | 3   | 0  | 0  | 0 | 3  | 0 | 6   | 0  | 0.0  |
| Huachipato · Chile                | Total club    | Total club    | 3   | 0  | 0  | 0 | 3  | 0 | 6   | 0  | 0.00 |
| Deportes La Serena · Chile        | 1.ª           | 2025          | 10  | 4  | 3  | 1 | 0  | 0 | 13  | 5  | 0.0  |
| Deportes La Serena · Chile        | Total club    | Total club    | 10  | 4  | 3  | 1 | 0  | 0 | 13  | 5  | 0.00 |
| Total carrera                     | Total carrera | Total carrera | 172 | 35 | 23 | 4 | 18 | 1 | 216 | 40 | 0.18 |
| 1. 2. 3.                          |               |               |     |    |    |   |    |   |     |    |      |

### Tripletes
Actualizado hasta el 6 de noviembre de 2015.
| 1 | 6 de noviembre de 2015 | San Carlos, Santiago | Universidad Católica - San Marcos de Arica |  | 5 - 1 | Torneo Apertura 2015 |

## Palmarés

### Campeonatos nacionales
| Título             | Equipo               | País  | Año    |
| ------------------ | -------------------- | ----- | ------ |
| Primera División   | Universidad Católica | Chile | 2016-C |
| Supercopa de Chile | Universidad Católica | Chile | 2019   |
| Primera División   | Universidad Católica | Chile | 2019   |